# Граф Хертфорд

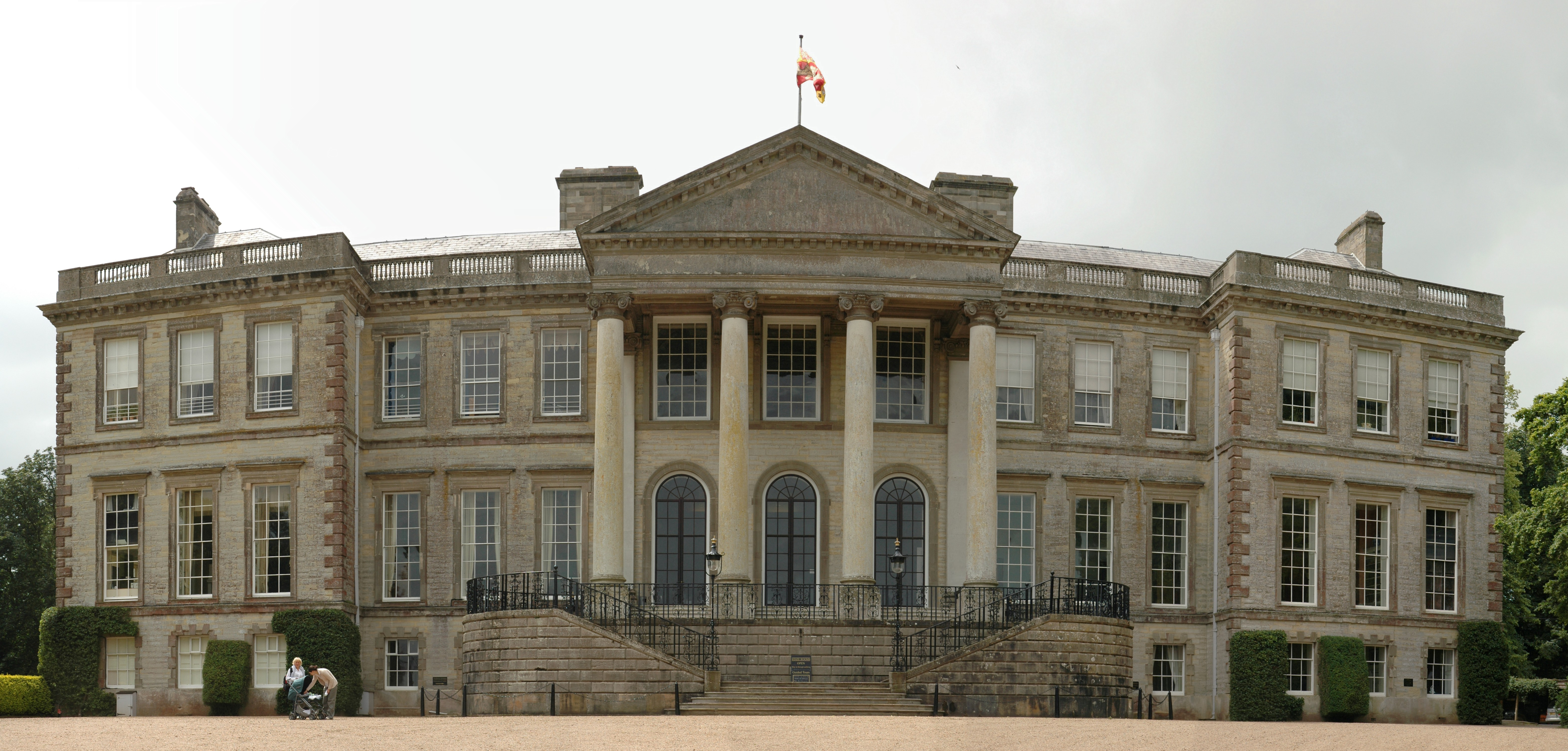
Реглі-Холл, резиденція сучасних графів і маркізів Хертфорд

Граф Хертфорд (англ. Earl of Hertford) — графський титул середньовічної Англії, започаткований вперше 1135 року. Первинно належав представникам старшої лінії дворянського дому де Клер. З 1537 року й донині (з перервами) носіями титулу є члени роду Сеймурів, нащадки Едуарда Сеймура, герцога Сомерсета, брата Джейн Сеймур, дружини англійського короля Генріха VIII. У 1641 році вперше було започатковано титул маркіза Хертфорда. З 1660 до 1750 року графський титул належав герцогам Сомерсет. Нині титули графа й маркіза Хертфорд, а також графа Ярмута й віконта Бошана (усі належать до системи перства Великої Британії) носить сер Генрі Джоселін Сеймур (нар. 1958).
Резиденцією сучасних графів та маркізів Хертфорд є палац Раглі-Холл у Ворікширі.

## Історія титулу

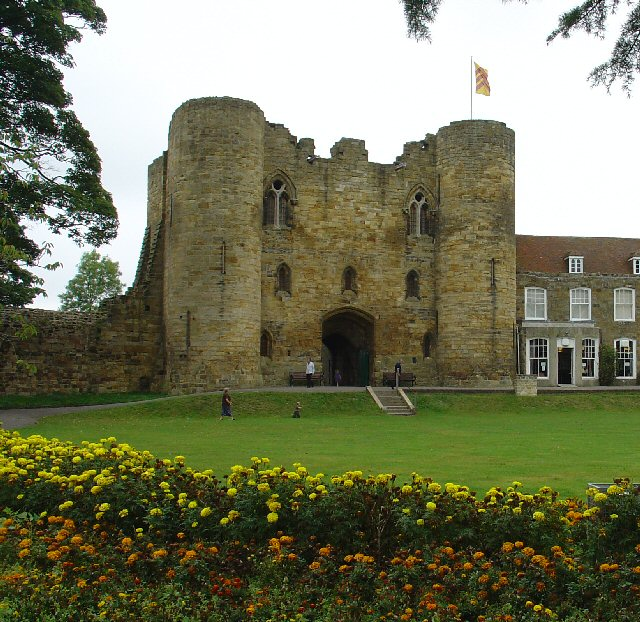
Тонбрідж — родовий замок графів Хертфорд з роду де Клер у Кенті

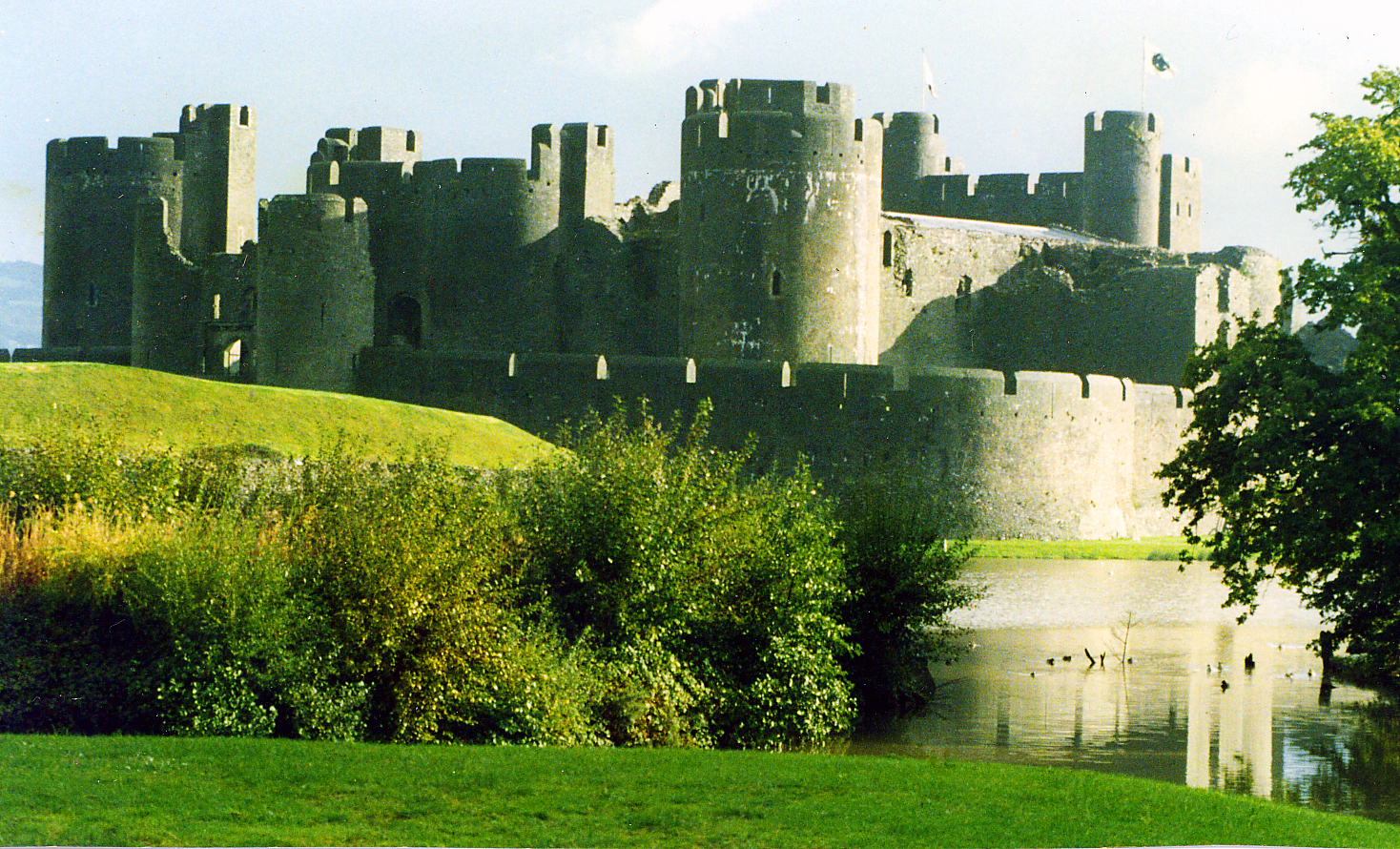
Кайрфіллі — родовий замок графів Хертфорд з роду де Клер в Уельсі

Вперше титул графа Хертфорд було започатковано 1135 року  в рамках кампанії короля Стефана Блуаського із залучення на свій бік крупної англійської аристократії. Цей титул було надано Річарду де Клеру (пом. 1136), главі найстарішої лінії впливового дому де Клер. В самому Хертфордширі володіння де Клерів, однак, були незначними: основа їхньої територіальної влади розташовувалась у Саффолку, Ессексі та Валлійській марці. До XIII століття графи Хертфорд перебували у тіні більш могутньої молодшої лінії роду де Клер, графів Пембрук, однак після переходу 1217 року до Гілберта де Клера (пом. 1230) титулу й частини володінь графів Глостер, а згодом — низки земель Маршаллів та де Бургів в Уельсі та Ірландії роль Хертфордів у політичному житті Англії істотно зросла. За свідченнями сучасників, графи Хертфорд на початку XIV століття мали найбільші земельні володіння серед усіх дворянських родів Англійського королівства. Гілберт де Клер, 7-й граф Хертфорд (пом. 1295), брав активну участь у в баронських війнах середини XIII століття спочатку на боці Симона де Монфора, а потім на боці принца Едуарда і зробив значний внесок до перемоги королівських військ у битві під Івшемом 4 серпня 1265 року. Його син Гілберт де Клер, 8-й граф Хертфорд, загинув 1314 року у битві під Беннокберном, не залишивши спадкоємців чоловічої статі. З його смертю титул графа Хертфорд на тривалий час припинив існування.
Наступна кремація титулу відбулась 1537 року. Графом Хертфорд став Едуард Сеймур (пом. 1552), старший брат Джейн Сеймур, третьої дружини короля Генріха VIII. Після смерті останнього Едуард став лордом-протектором Англії при неповнолітньому Едуарді VI й 1547 року йому було надано титул герцога Сомерсет. Едвард був фактичним правителем країни у 1547—1549 роках і зробив значний внесок до створення догматичної основи англіканської церкви. Він здійснив також кілька походів до Шотландії та 10 вересня 1547 року розбив шотландські війська у битві під Пінки. Однак 1549 року Сомерсет був усунутий з посту лорда-протектора, а 1552 року страчений, а його титули й володіння (в тому числі, Сомерсет-Хаус в Лондоні) конфісковані.

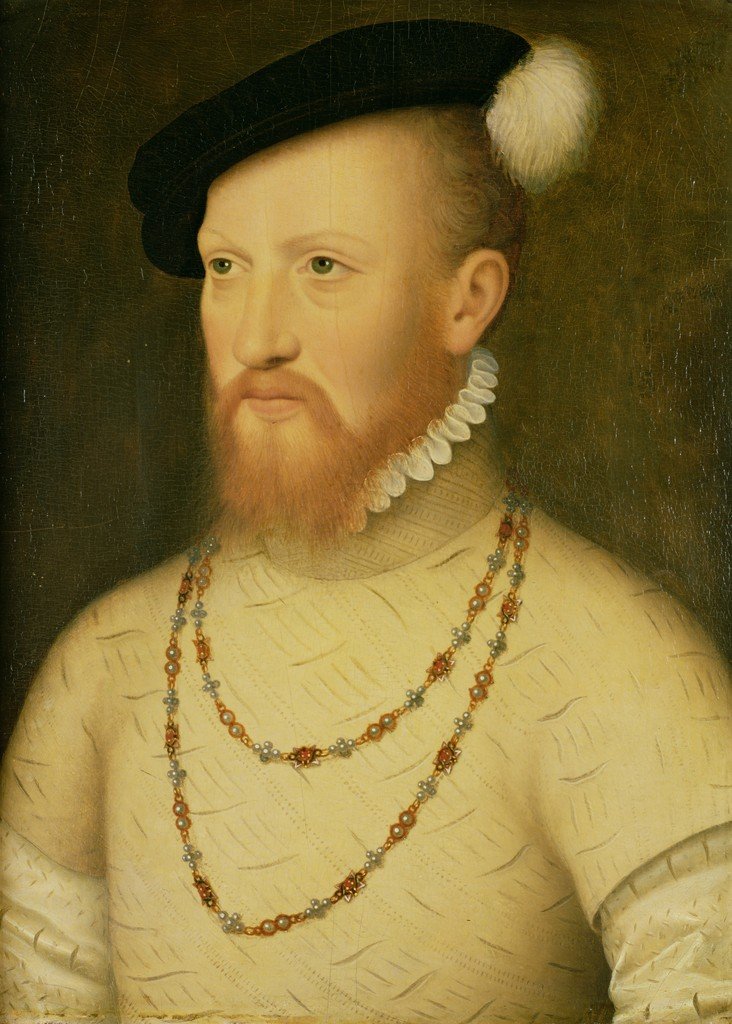
Едуард Сеймур, 1-й герцог Сомерсет, лорд-протектор Англії

Син герцога Сомерсета, Едуард Сеймур (пом. 1621) у 1559 році був відновлений у титулі графа Хертфорда королевою Єлизаветою I. Однак наступного року граф потай одружився з леді Катериною Грей, принцесою англійського королівського дому й сестрою Джейн Грей, за що був ув'язнений в Тауері. Онук Едуарда й Катерини, Вільям Сеймур (пом. 1660), повторив долю свого діда, потай одружившись 1610 року з Арабеллою Стюарт, потенційною претенденткою на англійський престол. Після її смерті, однак, Вільям відновив свої позиції при дворі, а під час Англійської революції XVII століття, отримав титул маркіза Хертфорд. Після реставрації Стюартів у 1660 році йому було також повернуто титул герцога Сомерсета. У подальшому, до 1750 року, титули графа й маркіза Хертфорд були об'єднані з титулом герцога Сомерсета. Серед їх власників відзначається Чарльз Сеймур, 6-й герцог Сомерсет (пом. 1748), на прізвисько «Гордий герцог», конюший королеви Анни, спадкоємець великих володінь дому Перси та активний прибічник встановлення на престолі Великої Британії Ганноверської династії.
Із припиненням 1750 року старшої лінії дому Сеймурів їхні великі володіння було розділено між представниками молодших гілок. Титул графа Хертфорда було започатковано знову, але цього разу вже у системі перства Великої Британії, для далекого нащадка лорда-протектора Сомерсета Френсіса Сеймура-Конві (пом. 1794), який 1793 року також отримав титули маркіза Хертфорда та графа Ярмута. Нащадки Френсіса продовжують носити ці титули донині. Чинний 9-й граф і маркіз Хертфорд — сер Генрі Джоселін Сеймур (нар. 1958), володіє також такими титулами: граф Ярмут (перство Великої Британії, 1793), віконт Бошан (перство Великої Британії, 1750), барон Конві з Реглі (перство Англії, 1703), барон Конві з Кіллултага (перство Ірландії, 1712). Його спадкоємець Вільям Френсіс Сеймур (нар. 2 листопада 1993) використовує титул графа Ярмута.

## Список графів і маркізів Хертфорд

### Граф Хертфорд, перша креація (1135)
- Річард де Клер, 1-й граф Хертфорд (1096—1136)
- Гілберт де Клер, 2-й граф Хертфорд (1115—1151), син попереднього;
- Роджер де Клер, 3-й граф Хертфорд (1122—1173), брат попереднього;
- Річард де Клер, 4-й граф Хертфорд (1153—1217), син попереднього;
- Гілберт де Клер, 5-й граф Хертфорд, 1-й граф Глостер (1180—1230), син попереднього;
- Річард де Клер, 6-й граф Хертфорд, 2-й граф Глостер (1222—1262), син попереднього;
- Гілберт де Клер, 7-й граф Хертфорд, 3-й граф Глостер (1243—1295), син попереднього;
- Гілберт де Клер, 8-й граф Хертфорд, 4-й граф Глостер (1291—1314), син попереднього.

### Граф Хертфорд, друга креація (1299)
- Ральф де Монтермер (пом. 1325) (титул належав на час життя дружини Ральфа Джоанни Акрської (до 1307), вдови Гілберта де Клера, 7-го графа Хертфорд)

### Граф Хертфорд, третя креація (1537)
- Едуард Сеймур, граф Хертфорд (1506—1552), 1-й герцог Сомерсет (з 1547), брат Джейн Сеймур, дружини Генріха VIII, короля Англії, титули конфісковано 1552 року.

### Граф Хертфорд, четверта креація (1559)
- Едуард Сеймур, 1-й граф Хертфорд (1539—1621), син попереднього;
- Вільям Сеймур, 2-й граф Хертфорд (1587—1660), 1-й маркіз Хертфорд (з 1641), 2-й герцог Сомерсет (з 1660), онук попереднього.

### Маркіз Хертфорд, перша креація (1641)
- Вільям Сеймур, 1-й маркіз Сомерсет (1587—1660), 2-й граф Хертфорд (з 1621), 2-й герцог Сомерсет (з 1660);
- Вільям Сеймур, 2-й маркіз і 3-й граф Хертфорд, 3-й герцог Сомерсет (1651—1671), онук попереднього;
- Джон Сеймур, 3-й маркіз и 4-й граф Хертфорд, 4-й герцог Сомерсет (1646—1675), дядько попереднього. З його смертю припинив існування титул маркіза Хертфорд.

### Граф Хертфорд, четверта креація (продовження)
- Френсіс Сеймур, 5-й граф Хертфорд і 5-й герцог Сомерсет (1658—1678), онук молодшого брата Вільяма Сеймура, 2-го герцога Сомерсет;
- Чарльз Сеймур, 6-й граф Хертфорд і 6-й герцог Сомерсет (1662—1748), брат попереднього;
- Алджернон Сеймур, 7-й граф Хертфорд і 7-й герцог Сомерсет (1684—1750), син попереднього.

### Граф Хертфорд, п'ята креація (1750)
- Френсіс Сеймур-Конві, 1-й граф Хертфорд (1718—1794), маркіз Хертфорд (з 1793), нащадок у восьмому поколінні Едварда Сеймура, 1-го герцога Сомерсета, двоюрідний брат Едварда Сеймура, 8-го герцога Сомерсета.

### Маркіз Хертфорд, друга креація (1793)
- Френсіс Сеймур-Конві, 1-й маркіз Хертфорд (1718—1794), граф Хертфорд (з 1750);
- Френсіс Сеймур-Конві, 2-й маркіз і граф Хертфорд (1743—1822), син попереднього;
- Френсіс Сеймур-Конві, 3-й маркіз і граф Хертфорд (1777—1842), син попереднього;
- Річард Сеймур-Конві, 4-й маркіз і граф Хертфорд (1800—1870), син попереднього;
- Френсіс Сеймур, 5-й маркіз і граф Хертфорд (1812—1884), троюрідний брат попереднього;
- Г'ю Сеймур, 6-й маркіз і граф Хертфорд (1843—1912), син попереднього;
- Джордж Сеймур, 7-й маркіз і граф Хертфорд (1871—1940), син попереднього;
- Г'ю Сеймур, 8-й маркіз і граф Хертфорд (1930—1997), племінник попереднього;
- Генрі Джоселін Сеймур, 9-й маркіз і граф Хертфорд (нар. 1958), син попереднього.
  - Спадкоємець: Вільям Френсіс Сеймур, граф Ярмут (нар. 1993).